# Зайцев, Анатолий Васильевич
Анатолий Васильевич Зайцев (20 октября 1928 года —) — электрогазосварщик завода имени Морозова Министерства машиностроения СССР, Всеволожский район Ленинградской области РСФСР. Герой Социалистического Труда.

## Биография
Анатолий Зайцев родился 20 октября 1928 года в городе Ленинград (ныне Санкт-Петербург) в рабочей семье. В 1941 году, после начала Великой Отечественной войны, пошёл работать на завод рассыльным. В 1944 году был принят учеником строгальщика цеха № 9 завода имени Морозова Всеволожского района Ленинградской области, где до войны работал его отец. В 1945 году его отец вернулся с фронта и стал его первым учителем по специальности автогазосварщик. С 1948 по 1951 год служил в армии на территории Псковской области. После демобилизации, вернулся на завод имени Морозова в цех № 9 и продолжал осваивать профессию электрогазосварщика. В работе активно занимался рационализаторством и внедрял новые методы работы, что позволило сэкономить государству около миллиона рублей. В 1966 году по итогам семилетки Анатолий Зайцев за высокие производственные достижения был награждён орденом «Знак Почёта», а в 1971 году по итогам восьмой пятилетки награждён орденом Октябрьской революции.
Анатолий Зайцев выполнял норму в среднем на 117-139 %, постоянно повышая своё мастерство и разрабатывая новые методы электрогазосварки. 18 января 1977 года указом Президиума Верховного Совета СССР Анатолию Васильевичу Зайцеву присвоено звание Героя Социалистического Труда с вручением ордена Ленина и золотой медали «Серп и Молот».
Анатолий Зайцев активно участвовал в общественной жизни завода, а также был наставником молодёжи. Он неоднократно избирался депутатом Ленинградского областного Совета.
Зайцев проработал на заводе в течение 53 лет и после выхода на пенсию жил во Всеволожском районе Ленинградской области.

## Награды
- Орден «Знак Почёта», 28 июля 1966 года
- Орден Октябрьской революции, 26 апреля 1971 года
- Орден Ленина, 18 января 1977 года
- Медаль «Серп и Молот», 18 января 1977 года